# Xã Greer, Quận Warrick, Indiana
Xã Greer (tiếng Anh: Greer Township) là một xã thuộc quận Warrick, tiểu bang Indiana, Hoa Kỳ. Năm 2010, dân số của xã này là 1.883 người.